# Stars On Donna
Stars On Donna è l'album d'esordio della cantante, attrice e showgirl Carmen Russo. È composto da brani interpretati da Donna Summer.

## Tracce
1. Love to Love You Baby – 1:55
2. Spring Affair – 2:25
3. Summer Fever – 2:19
4. Bad Girls – 3:45
5. Hot Stuff – 3:45
6. I Feel Love – 2:56
7. Summer End – 1:48
8. Winter Melody – 5:51
9. On the Radio – 4:47
10. Mac Arthur Park – 5:56

## Formazione
- Carmen Russo - voce
- Roberto Negri - tastiera
- Massimo Luca  - chitarra
- Roberto Costa - basso
- Mario Fasciano - batteria, percussioni